# 埃普特河
埃普特河（法語：Epte，法語發音：[ɛpt]）是法國的河流，流經滨海塞纳省和厄尔省，屬於塞纳河的右支流，河道全長113公里，流域面積1,403平方公里，平均流量每秒9.8立方米。

## 主要市镇
- 埃普特河畔韦克桑

## 外部連結
- http://www.geoportail.fr（页面存档备份，存于）
- The Epte at the Sandre database （页面存档备份，存于）